# Seok Eun-mi
Seok Eun-mi (Chunranamdo, 25 december 1976) is een Zuid-Koreaans tafeltennisspeelster. Ze won samen met haar landgenote Lee Eun-sil zilver in het vrouwendubbel op de Olympische Zomerspelen 2004. In de voorgaande jaren verzamelde ze onder meer drie bronzen medailles op verschillende edities van de wereldkampioenschappen.

## Sportieve loopbaan
Eun-mi maakte haar internationale (senioren)debuut op de Aziatische kampioenschappen van 1996, waar ze tot de kwartfinales van het vrouwendubbel kwam. Twee jaar later won ze hetzelfde toernooi samen met Eun-sil en ook op de Aziatische Spelen 2002 wonnen ze samen goud. Zelfs het Chinese duo Li Nan/Zhang Yining moest er in de laatste finale aan geloven.
Yining zou twee jaar later niettemin revanche nemen. Eun-sil en Eun-mi kwamen de Chinese opnieuw tegen in de dubbelspelfinale van de Olympische Spelen in 2004, ditmaal vergezeld door Wang Nan. Nu moesten de Zuid-Koreaansen genoegen nemen met zilver.
Eun-mi nam van 1997 tot en met 2004 deel aan zes WK's. In zowel Kuala Lumpur 2000, Osaka 2001 als Parijs 2003 ging ze daarop met een bronzen medaille naar huis. Op de eerste twee wereldkampioenschappen haalde ze het eremetaal in het landentoernooi, met de nationale vrouwenploeg. In 2003 kwam het duo Eun-mi/Eun-sil tot de halve finale van het vrouwendubbel.
Eun-mi was van 1997 tot en met 2004 actief op de ITTF Pro Tour. Daarop won ze in 2002 samen met Lee Eun-sil de dubbelspeltoernooien van het China Open en het Brazilië Open. In 2004 voegde ze met Eun-sil de dubbeltitel op het Egypte Open aan haar palmares toe. Op vier andere Pro Tour evenement was ze verliezend finaliste in het dubbelspel, op één in het enkelspel. Eun-mi kwalificeerde zich in 1997, 1998, 2000, 2002 en 2004 voor de ITTF Pro Tour Grand Finals dubbelspel. Op de laatste drie edities kwam ze daarop tot in de halve finale. 